# 谷川禎次郎
谷川 禎次郎（たにかわ ていじろう、1932年〈昭和7年〉12月20日 - 2025年5月13日）は、日本の元競泳選手。1952年ヘルシンキオリンピック男子800mフリーリレー銀メダリスト。大分県出身。メディアによっては谷川 禎治郎とも表記される。日本大学経済学部卒業。
1952年のヘルシンキオリンピック男子800mフリーリレーで鈴木弘、浜口喜博、後藤暢とともに銀メダルを獲得。
2025年5月13日、急性大動脈解離により死去。92歳没。